# Edward Bond
Edward Bond (Londra, 18 luglio 1934 – Cambridge, 3 marzo 2024) è stato un drammaturgo, poeta, sceneggiatore e regista teatrale britannico.

## Biografia
Autodidatta, come Harold Pinter e Tom Stoppard, regista dei suoi testi, riscontrò nella scuola la prima forma di violenza sociale e la necessità di ribellarvisi. 
Nei primi anni '60, proprio all'inizio della sua carriera, entrò a far parte del Writer's Group, riunito presso il Royal Court Theatre sotto la direzione del regista William Gaskill, proponente un'esperienza teatrale concreta, iniziando i giovani alle tecniche brechtiane e all'improvvisazione. 
Debuttò con Il matrimonio del Papa (The Pope's Wedding, 1962) e si affermò con Salvo (Saved, 1965), impressionando il pubblico con un ritratto impietoso della vita squallida e violenta di un gruppo di operai londinesi arrivati a compiere l'atto mostruoso della lapidazione di un bambino nella sua culla.
Assimilata la lezione brechtiana, Bond predilese la divisione del testo in scene e non in atti, orientandosi verso un'estrema essenzialità scenografica e ricorrendo in modo sistematico alle note introduttive al testo, costruite come analisi e non come drammatizzazione della vicenda. Partendo dal teatro epico per spingersi oltre, sviluppò una poetica teatrale non naturalistica, usando la storia come ambientazione privilegiata da cui osservare con distacco gli eventi e le problematiche contemporanee.
La necessità di rinnovamento e sperimentazione lo spinsero all'impiego di stili diversi: dal realismo scarnificato dei primi lavori alla fantasia surreale, dai toni farseschi, in Quando si fa giorno (Early Morning, 1968, testo censurato), alla parabola brechtiana in La stretta via al profondo Nord (Narrow road to the deep North), e ancora alla rivisitazione shakespeariana in Lear (1971), come pure al mitico della tragedia greca in La donna (The Woman, 1978), rilettura della guerra di Troia da un punto di vista prettamente femminile, il cui testo, ispirato agli scritti di Sofocle e Euripide, fu presentato dall'autore nello spazio dell'Olivier al National Theatre.
L'umana specie e la mutevolezza dei suoi valori furono il centro del suo teatro: con un interesse inizialmente puntato su fenomeni di alienazione e violenza, si rivolse poi alla causa di tali atteggiamenti analizzando il potere nelle sue sfaccettature (Il mare, The sea, 1973; Il fagotto, The Bundle, 1978; Restaurazione, Restoration, 1981) per approdare alla controversa questione della figura e del ruolo del poeta nella società e i suoi rapporti con la classe egemone (La stretta via al profondo Nord, 1968; Bingo, 1973 e Il giullare, The fool, 1975).
Attento curatore della parte riservata alla regia, ebbe sempre uguale attenzione sia per il testo che per gli attori, dovendo essi essere, nelle sue parole, «the illustrations of the story as well as the speakers of the text [...] and not be swept by emotion» (gli illustratori della storia e i portavoce del testo [...] e non lasciarsi trascinare dalle emozioni).
 
La violenza, la crudeltà e in genere le immagini aspre e brutali del suo teatro gli procurarono poco favore tra il pubblico. Ciò nonostante divenne uno dei più celebrati scrittori di sinistra ad essere emerso dal teatro fringe con vera originalità e grande forza per farsi spazio nei teatri istituzionali come presso la Royal Shakespeare Company (RSC) nel 1985 con la trilogia The war plays sulla guerra e l'olocausto nucleare (messi in scena da Luca Ronconi, sotto il titolo Atti di guerra, in scena a Torino durante le manifestazioni dei Giochi olimpici) e al Leicester Haymarket con Jackett II nel '90.
Partecipò, inoltre, a numerose sceneggiature tra cui quella di Blow-Up (1966, regia di Michelangelo Antonioni) e di Nicholas and Alexandra (1971, regia di Franklin J. Schaffner).
Nel 2015 il Teatro di Roma produsse lo spettacolo Lear nella traduzione di Tommaso Spinelli, con la regia di Lisa Ferlazzo Natoli. Con l'occasione venne presentato anche il volume omonimo, pubblicato dalla casa editrice minimum fax. Bond tenne inoltre una lectio magistralis all'Università La Sapienza dal titolo "Dealing with Shakespeare's heritage", dove presentò il volume Edward Bond. La parola al drammaturgo, un testo esaminante tutto il suo teatro in una lunga conversazione con il ricercatore francese David Tuaillon, pubblicato dalla casa editrice sillabe.
Nel dicembre 2017 il Teatro Vascello produsse Saved, nella traduzione di Tommaso Spinelli e la regia di Gianluca Merolli.

## Teatro
- The Pope's Wedding (1961–62)
- Saved (1964)
- Early Morning (1965–67)
- Narrow Road to the Deep North (1968)
- Black Mass (1970)
- Passion, "un'opera per CND" (1971)
- Lear (1969–71)
- The Sea, "una commedia" (1971–72)
- Bingo (1973)
- The Fool (1974)
- A-A-America!: Grandma Faust, "un burlesque" eThe Swing, "un documentario" (1976)
- Stone, "un breve dramma" (1976)
- The Woman, "scene di guerra e libertà" (1974–77)
- The Bundle or New Narrow Road To The Deep North (1977)
- The Worlds (1979)
- Restoration, "una pastorale" (1979–1980)
- Summer, "un dramma europeo" (1980–81)
- Derek (1982)
- Human Cannon (1979–1983)
- The War Plays: Red Black and Ignorant (1983–84); The Tin Can People (1984); Great Peace (1984–85)
- Jackets or The Secret Hand (1986)
- In the Company of Men (1987–88)
- September (1989)
- Olly's prison (1990)
- Tuesday
- Coffee, "una tragedia" (1993–94)
- At the Inland Sea (1995)
- Eleven Vests (1995–97)
- The Crime of the twenty-first Century (1996–98)
- The Children (1999)
- Have I None (2000)
- Existence (2002)
- Born (2002–03)
- The Balancing Act (2003)
- The Short Electra (2003-4)
- People (2005)
- The Under Room (2005)
- Chair (2005)
- Arcade (2006)
- Tune (2006)
- Innocence (2008), mai rappresentata
- A Window (2009)
- There Will Be More (2010)
- The Edge (2011)
- The Broken Bowl (2012)